# Anisodes arenosaria
Anisodes arenosaria là một loài bướm đêm trong họ Geometridae.